# Reial Acadèmia Danesa de Música
La Reial Acadèmia Danesa de Música (en danès: Det Kongelige Danske Musikkonservatorium) és una acadèmia nacional localitzada a Copenhaguen. Va ser fundada el 1825 per Giuseppe Siboni de Forlì i fundada formalment el 1867 pel compositor Niels Gade. És la institució d'educació professional musical més antiga de Dinamarca, així com la més gran, amb aproximadament 400 estudiants l'any. La reina Margarida II de Dinamarca és promotora de la institució.